# St Johns with Throapham
St Johns with Throapham var en civil parish fram till 1954 då den blev en del av Dinnington St Johns, i grevskapet West Riding of Yorkshire (nu South Yorkshire), i England. Denna civil parish var belägen 11 km från Rotherham och hade 479 invånare år 1951.